# Ningyo

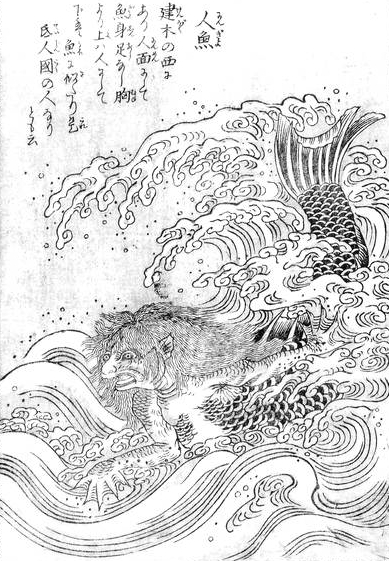
Una ningyo del Konjaku Hyakki Shūi di Toriyama Sekien.

Una ningyo (人魚? lett. "pesce-umano", "sirena") è uno yōkai del mare.

## Mitologia
Anticamente, era descritta con un torso umano, una bocca di scimmia, denti da pesce, una coda anch'essa da pesce ricoperta di scaglie dorate e una dolce voce simile al suono di un flauto o al canto di una rondine. Tuttavia, catturare una ningyo porta tempeste e sfortuna, infatti i pescatori avvertono gli altri pescatori di rigettare immediatamente questa creatura negli oceani qualora venisse pescata. Si dice anche che, quando una ningyo si arena sulle spiagge, provoca guerre e calamità in quei luoghi.

### Yao Bikuni
Una delle storie popolari più famose sulle ningyo è Yao Bikuni (八百 比丘尼? lett. "sacerdotessa buddista ottocentesca") o Happyaku Bikuni. Racconta di un pescatore che viveva nella provincia di Wakasa e catturò un pesce insolito. In tutti i suoi anni di pesca, non aveva mai visto niente del genere, quindi invitò i suoi amici a provarne la carne.
Uno degli ospiti, tuttavia, sbirciò in cucina, notò che la testa del pesce aveva un volto umano e avvertì gli altri di non mangiarlo. Quindi, quando il pescatore finì di cucinare e offrì ai suoi ospiti la carne alla griglia, l'avvolsero segretamente in carta e la nascosero in modo da poterla scartare sulla strada di casa.
Ma un uomo, ubriaco di sakè, dimenticò di buttare via lo strano pesce. Aveva una figlia piccola, che chiese un regalo quando il padre arrivò a casa, e le diede distrattamente il pesce. Tornato in sé, il padre cercò d'impedirle di mangiarlo, temendo che sarebbe stata avvelenata, ma era troppo tardi e lei finì tutto. Ma poiché in seguito alla ragazza non accadde nulla di particolarmente brutto, l'uomo non se ne preoccupò a lungo.
Passarono gli anni e la ragazza crebbe e si sposò. Ma dopo ciò non invecchiava più: mantenne lo stesso aspetto giovanile mentre suo marito invecchiò e morì. Dopo molti anni di perpetua giovinezza e vedova ancora e ancora, la donna divenne suora e vagò per vari paesi. Alla fine tornò nella sua città natale a Wakasa, dove finì la sua vita a 800 anni.

## Nella cultura di massa
- Ningyo, regia di Osamu Tezuka (1964)
- Lu e la città delle sirene (Yoaketsugeru Rū no Uta), regia di Masaaki Yuasa (2017)